# کیران رودریگز
کایریان رودریگز (انگلیسی: Kirian Rodríguez؛ زادهٔ ۵ مارس ۱۹۹۶) بازیکن فوتبال اهل اسپانیا است.
از باشگاه‌هایی که در آن بازی کرده‌است می‌توان به باشگاه فوتبال لاس پالماس اشاره کرد.